# محمد الشماع
محمد الشماع كاتب وصحفي وكاتب سيناريو مصري عمل في بداية حياته المهنية صحفيًا بجريدة القاهرة، ثم كتب للعديد من الصحف والمجلات المصرية، ويعمل حاليًا بجريدة أخبار اليوم، كما يكتب بموقع مبتدأ الإخباري.

## مؤلفاته
ألف محمد الشماع العديد من المؤلفات التي غلب عليها طابع التحقيقات الصحفية، ومنها:
- أيام الحرية في ميدان التحرير: صدر عام 2011 عن مؤسسة شمس للنشر والإعلام بالقاهرة.[1]
- الشعب يبدي رأيه في كل ما حدث: صدر عام 2020 عن مؤسسة شمس للنشر والإعلام بالقاهرة.[2][3]
- هبوط في الدورة الدموية (سيناريو): صدر عام 2020، ووصل إلى القائمة القصيرة لجائزة ساويرس للثقافة فرع كبار الكتّاب في السيناريو عام 2021.
- حكايات من دفتر صلاح عيسى: كتبه بالتعاون مع الكاتبة والصحفية هاجر صلاح، وكتب مقدمته عبد لمنعم سعيد، وصدر عام 2021 عن مؤسسة شمس للنشر والإعلام بالقاهرة.[4][5][6]
- السرايا الصفرا: صدر عام 2022 عن دار المصري للنشر والتوزيع.[7]
- المتمرد..سيرة حياة عمر خيرت: صدر عام 2022 عن دار نهضة مصر للنشر.[8]

## الجوائز والتكريمات
وصل سيناريو محمد الشماع بعنوان «هبوط في الدورة الدموية» في عام 2020 للقائمة القصيرة لجائزة ساويريس للثقافة في فرع كبار الكتّاب في السيناريو.